# Fabián O'Neill
Pour les articles homonymes, voir O'Neill.
Fabián O'Neill, de son nom complet Fabián Alberto O'Neill Domínguez, né le 14 octobre 1973 à Paso de los Toros (Uruguay) et mort le 25 décembre 2022 à Montevideo, est un footballeur uruguayen d'origine irlandaise qui jouait au poste de milieu de terrain.

## Biographie
Fabián O'Neill est l'aîné de cinq enfants nés de Luis Alberto O'Neill et Mercedes Dominguez. Abandonné par ses parents, il est élevé par sa grand-mère à Paso de los Toros. 
Fabián O'Neill a joué dans le championnat d'Italie de 1995 à 2002, notamment à la Juventus (saison 2000-2001). Il est sélectionné dans l'équipe d'Uruguay pour la Coupe du monde 2002, mais n'a pas joué un seul match de la compétition. 
Il termine sa carrière en 2003, là où il l'avait commencée en 1992, au Nacional Montevideo. En février 2017, il déclare avoir perdu la somme de 14 millions de dollars en paris, femmes et alcool.
Ruiné et alcoolique, il souffrait d'une cirrhose. Il meurt le 25 décembre 2022, à l'âge de 49 ans, dans un hôpital de Montevideo.

## Clubs
- 1992-1995 : Nacional
- 1995-2000 : Cagliari Calcio
- 2000-2001 : Juventus
- 2002 : Perugia
- 2002 : Cagliari Calcio
- 2003 : Nacional

## Équipe nationale
- 19 sélections et 2 buts pour l'équipe d'Uruguay.
- Il était présent à la Coupe du monde 2002 mais n'est pas entré en jeu, pour cause de blessure.

### Buts internationaux
| 0   | Date         | Lieu                                                         | Compétition  | Résultat | Adversaire      | Détail | Détail | Sél. |
| --- | ------------ | ------------------------------------------------------------ | ------------ | -------- | --------------- | ------ | ------ | ---- |
| 1er | 18 août 1999 | Estadio Centenario, Montevideo, Uruguay                      | Match amical | V 5-4    | Costa Rica      | 47e    | 3-1    | 6e   |
| 2e  | 27 mars 2002 | Stade Prince Mohammed ben Fahd (en), Dammam, Arabie saoudite | Match amical | P 3-2    | Arabie saoudite | 58e    | 3-2    | 16e  |